# Cephalic Carnage
Cephalic Carnage – amerykańska grupa wykonująca muzykę z pogranicza death metalu i grindcore’a. Powstała w 1992 roku w Denver w stanie Kolorado. Jednakże członkowie grupy określają styl wykonywanej muzyki jako hydrogrind. W twórczości zespół nawiązał do takich zagadnień jak choroby psychiczne, mizantropia, przemoc oraz marihuana.

## Historia

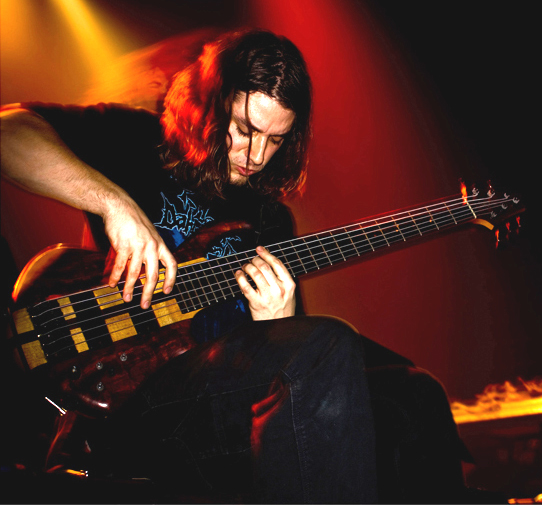
Nick Schendzielos podczas koncertu 31 października 2009 roku

Grupa powstała w 1992 roku w Denver w stanie Kolorado z inicjatywy wokalisty Lenziga Leala i gitarzysty Zac'a Joe. W 1996 roku do zespołu dołączyli John Merryman, Steve Goldberg i Doug Williams. W 1998 roku ukazał się debiutancki album formacji zatytułowany  Conforming to Abnormality. W 2000 roku ukazał się drugi album studyjny grupy pt. Exploiting Dysfunction. 20 sierpnia 2002 roku został wydany trzeci album formacji zatytułowany Lucid Interval. 18 listopada 2002 roku został wydany pierwszy minialbum grupy Halls of Amenti.
15 marca 2005 roku ukazał się czwarty album zespołu pt. Anomalies.
Płytę promował teledysk do utworu "Dying Will Be the Death of Me".
Jego premiera odbyła się podczas emisji programu Headbangers Ball emitowanego na antenie stacji telewizyjnej MTV2. Obraz został zrealizowany w Thousand Oaks w  Burbank we współpracy z reżyserem Darrenem Doaneem, który współpracował z grupami Shadows Fall, Deftones, Sick of It All. W czerwcu i lipcu zespół odbył europejską trasę koncertową. Muzycy wystąpili m.in. w Niemczech, Belgii, Francji i Holandii. Na przełomie września i października zespół wielokrotnie wystąpił w Stanach Zjednoczonych wraz z The Black Dahlia Murder, Into The Moat oraz Between the Buried and Me. Również w październiku tego samego roku został wydany minialbum Digital Carnage. Wydawnictwo ukazało się nakładem wytwórni muzycznej Vomitcore Records w limitowanym do 100 egzemplarzy nakładzie. Latem 2006 roku zespół dał szereg koncertów w Europie wraz z takimi grupami jak Darkest Hour i Dead To Fall.
29 maja 2007 roku został wydany piąty album studyjny pt. Xenosapien. W ramach promocji do utworu "Endless Cycle of Violence" został zrealizowany teledysk w reŻyserii Sorena. Ponadto grupa odbyła amerykańską trasę Summer Slaughter Tour wraz z Necrophagist, Decapitated, Cattle Decapitation i Ion Dissonance. Z kolei na przełomie sierpnia i września zespół zagrał szereg koncertów w Stanach Zjednoczonych i Kanadzie. Cephalic Carnage towarzyszyły formacje Between the Buried and Me oraz The Red Chord. W listopadzie tego samego roku w Tulsie bus zespołu został obrabowany.  Muzykom skradziono 4000 dolarów, laptopa wraz z oprogramowaniem o wartości 2000 dolarów oraz iPoda. W październiku 2009 roku odbyła się premiera teledysku do utworu "Vaporized", który wyreżyserował Brian Kotal.
W 2010 roku po osiemnastu latach grupę opuścił Zac Joe. Latem do zespołu dołączył gitarzysta Brian Hopp. W nowym składzie grupa odbyła amerykańską trasę koncertową Summer Slaughter. Zespół poprzedzał występy Decapitated, The Faceless, All Shall Perish oraz The Red Hord. 31 sierpnia ukazał się szósty album studyjny formacji zatytułowany Misled By Certainty. Nagrania zostały zrealizowane we współpracy z producentem muzycznym Dave’em Otero. Płyta była promowana teledyskiem do utworu "Ohrwurm", który wyreżyserował Michael Panduro.

## Muzycy
| Obecny skład zespołu - Lenzig Leal – wokal prowadzący (od 1992) - John Merryman – perkusja (od 1996) - Steve Goldberg – gitara (od 1996) - Nick Schendzielos – gitara basowa, wokal wspierający (od 2006) - Brian Hopp – gitara (od 2010) Muzycy koncertowi - Patrice Hamelin – perkusja (od 2011) - Jon "The Charn" Rice – perkusja (od 2013) |  | Byli członkowie zespołu - Zac Joe – gitara (1992–2010) - Doug Williams – gitara basowa (1996–1998) - Jawsh Mullen – gitara basowa (1998–2006) - Dirk Trujillo – gitara basowa - Alex Marquez – perkusja |

## Dyskografia
Albumy studyjne
- Conforming to Abnormality (1998)
- Exploiting Dysfunction (2000)
- Lucid Interval (2002)
- Anomalies (2005)
- Xenosapien (2007)
- Misled By Certainty (2010)

Minialbumy
- Halls of Amenti (2002)
- Digital Carnage (2005)

Splity

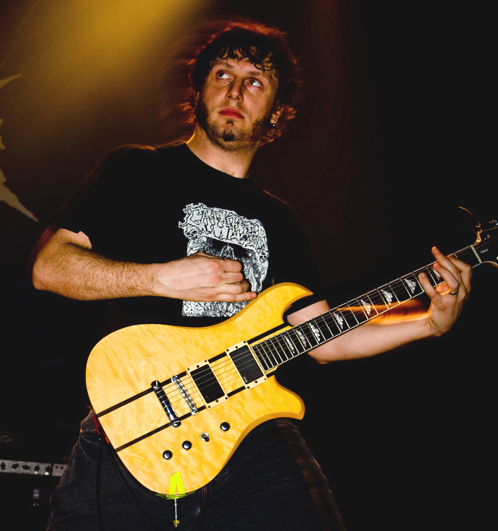
Zac Joe podczas koncertu 31 października 2009 roku

- Cephalic Carnage & Adnauseam Split Tape (1998)
- Impaled / Cephalic Carnage (1999)
- Perversion...and the Guilt After / Version 5 Obese (2002)

Dema
- Scrape My Lungs (1994)
- Fortuitous Oddity (1996)

## Teledyski
- "Dying Will Be The Death Of Me" (2005)
- "Endless Cycle Of Violence" (2007)
- "Vaporized" (2007, reżyseria: Brian Kotal)
- "Ohrwurm" (2010, reżyseria: Michael Panduro)
- "Abraxas Of Filth" (2011, reżyseria: Sean O’Connor)